# Luka Dimić

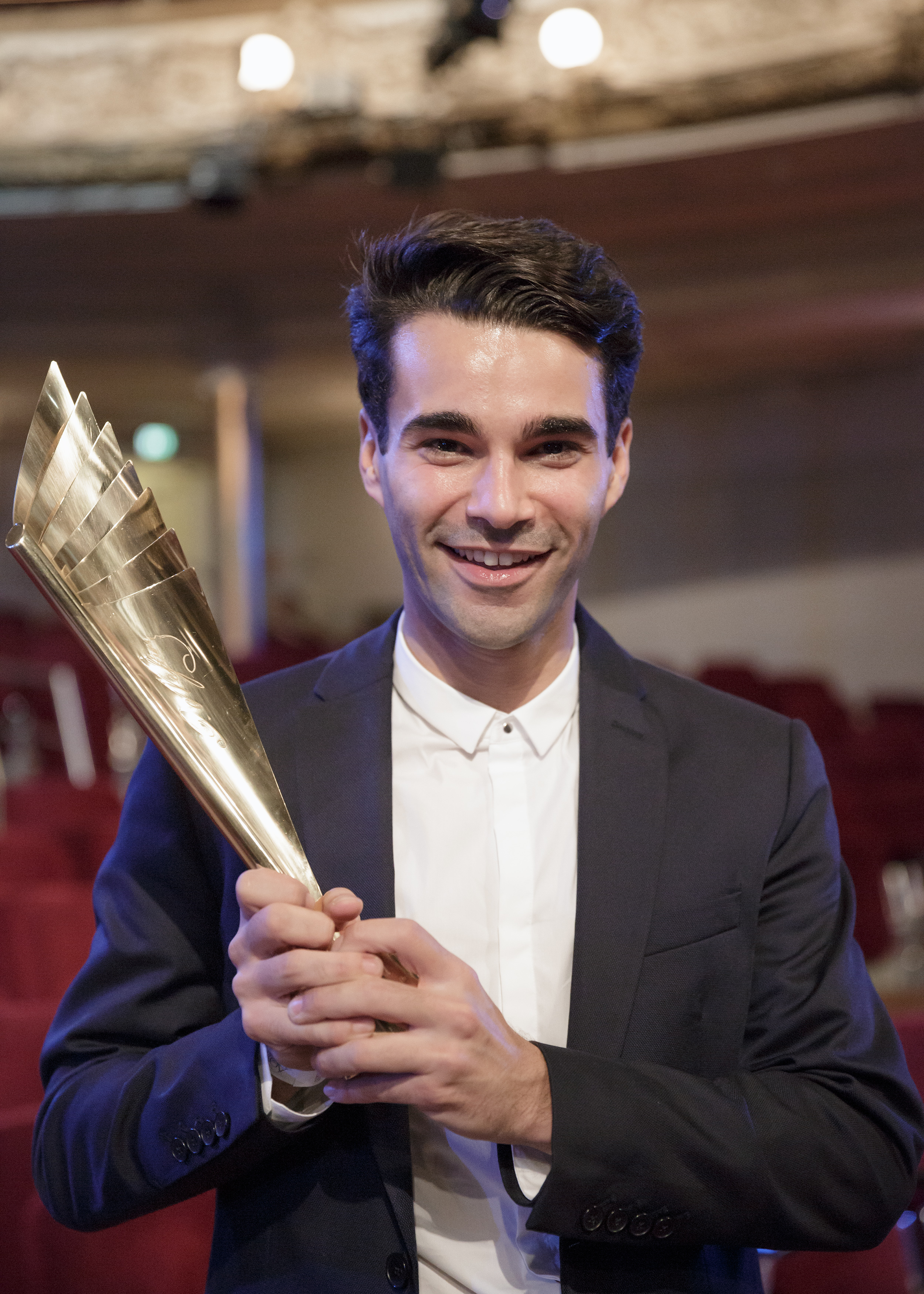
Luka Dimić (Nestroy-Theaterpreis 2016)

Luka Dimić (* 1986 in Sarajevo, Sozialistische Föderative Republik Jugoslawien, heute Bosnien-Herzegowina) ist ein deutsch-kroatischer Schauspieler.

## Leben
Dimić, Sohn eines Serben und einer Kroatin, kam als Bürgerkriegsflüchtling gemeinsam mit seinem älteren Bruder nach Deutschland. Er wuchs in einer schwäbischen Kleinstadt auf. Erste Schauspielerfahrungen sammelte er in der Theater-AG seiner Schule; seine Deutschlehrerin bestärkte ihn in seinem Berufswunsch, Schauspieler zu werden. Er studierte von Oktober 2009 bis September 2013 Schauspiel an der Hochschule für Film und Fernsehen „Konrad Wolf“ in Potsdam-Babelsberg.
Bereits während seiner Studienzeit spielte er Theater bei verschiedenen Hochschulproduktionen und gastierte mehrfach am Hans-Otto-Theater in Potsdam, u. a. als Kater Maurizio di Mauro in dem Zauberstück Der sagenhafte Satanarchäolügenialalkohöllische Wunschpunsch (2012–2014; mit Alexander Kasprik als Rabe Jakob Krakel als Partner), als Franz Moor in einer Studio-Inszenierung von Schillers Die Räuber (Spielzeit 2011/12; Premiere: November 2011) und als Hans in dem Märchen Der Teufel mit den drei goldenen Haaren (2013).
2013 war er an der Landesbühne Rheinland-Pfalz engagiert, wo er am Kleinen Theater in Bonn-Bad Godesberg und am Schloßtheater Neuwied in der Titelrolle von Das Bildnis des Dorian Gray gastierte.
Im August 2014 trat er im Rahmenprogramm der Biennale di Venezia als „Luka“ in dem Theaterprojekt Heritage, Gender and Identity: a Complex Sense of Belonging von Falk Richter auf. 2014/15 gastierte er bei den Landesbühnen Sachsen als Musikstudent Schlomo in dem Musical Fame. 2015 gastierte er am Theater Erfurt; er spielte bei den DomStufen-Festspielen die Rolle des Findelkindes Mogli in dem Kindermusical Das Dschungelbuch.
In der Spielzeit 2015/16 spielte er am Theater der Jugend (tdj) in Wien die Titelrolle des „assigen Russenfreunds“ in Tschick von Wolfgang Herrndorf, wofür er mit dem Nestroy-Theaterpreis als bester Nachwuchsschauspieler ausgezeichnet wurde. 
Dimić gehörte ab der Spielzeit 2017/18 bis 2021 zum festen Schauspielensemble des Konzert Theater Bern. In der Spielzeit 2022/23 gastiert er am Theater Neumarkt in Zürich.
Dimić spielte mehrfach in Produktionen der Filmuniversität Potsdam und war in verschiedenen Kurzfilmen zu sehen. Der Spielfilm Totale Stille lief im Wettbewerb beim Max Ophüls Festival. Für seine Rolle als gebürtiger Kroate und Krankenpfleger Adnan in dem für den Deutschen Kurzfilmpreis nominierten Kurzfilm Zima (2013) erhielt er 2014 eine lobende Erwähnung für die „Beste schauspielerische Leistung“ beim Filmfest Sehsüchte. 
Er wirkte außerdem in verschiedenen Fernsehproduktionen mit, u. a. in der Kinderserie Fabrixx, im Tatort: Tödliche Tarnung (2009; als jugendlicher Raser an der Ampel) und Wilsberg: Halbstark (2012; als Schüler Sebastian). In dem ARD-Fernsehfilm Unterwegs mit Elsa (2014) spielte er, an der Seite von Alicia von Rittberg, den jungen kroatischen Anhalter Tom. In der 12. Staffel der ZDF-Krimiserie SOKO Wismar (2016) übernahm Dimić eine Episodennebenrolle als Wismarer Stadtführer und Zeuge Bernd Prinz. 2018 war er als Gemeindearbeiter und späterer Assistent Igor Aliew in der ARD-Reihe St. Josef am Berg, neben Paula Kalenberg und Harald Krassnitzer, zu sehen.
In dem mehrfach ausgezeichneten Kinofilm Eismayer (2022) spielte Dimić die Hauptrolle des Bundesheerrekruten Mario Falak, der sich in seinen Ausbilder verliebt.
In einem im Februar 2021 im SZ-Magazin veröffentlichten Interview outete sich Dimić gemeinsam mit 185 lesbischen, schwulen, bisexuellen, queeren, nicht-binären und trans* Schauspielern. Gemeinsam mit Eva Meckbach und Karin Hanczewski initiierte er die Initiative #actout, um in der Gesellschaft mehr Akzeptanz zu gewinnen und um in seiner Branche mehr Anerkennung in Film, Fernsehen und auf der Bühne zu fordern.
Luka Dimić lebt in Berlin.

## Auszeichnungen
- 2016: Nestroy-Theaterpreis – Bester Nachwuchs männlich[22]
- 2016: Theater heute – Nominierung Nachwuchsschauspieler des Jahres für die Rolle Tschick
- 2023: Österreichischer Filmpreis in der Kategorie Beste männliche Nebenrolle für Eismayer

## Filmografie (Auswahl)
- 2003: Linie X (Kurzfilm)
- 2004: Fabrixx (Kinderserie)
- 2008: Wachgeküsst in Stuttgart (Kurzfilm)
- 2009: Tatort: Tödliche Tarnung (Fernsehreihe)
- 2010: Der letzte Freund (Kurzfilm)
- 2011: Alles neu (Kurzfilm)
- 2012: Wilsberg: Halbstark (Fernsehreihe)
- 2013: Totale Stille (Spielfilm)
- 2013: Zima (Kurzfilm)
- 2013: Luft zum Atmen (Kurzfilm)
- 2014: Unterwegs mit Elsa (Fernsehfilm)
- 2016: SOKO Wismar (Fernsehserie, Folge: Der Dicke)
- 2018: St. Josef am Berg – Berge auf Probe (Fernsehreihe)
- 2018: St. Josef am Berg – Stürmische Zeiten (Fernsehreihe)
- 2022: Eismayer (Kinofilm)
- 2022: Löwenzahn: Indianische Kulturen – Lakota in Bärstadt (Fernsehserie, eine Folge)
- 2022: Großstadtrevier: Das Gesetz des Bösen (Fernsehserie, eine Folge)
- 2022: Tatort: Das Opfer (Fernsehreihe)
- 2023: In aller Freundschaft – Die jungen Ärzte: Hintergangen (Fernsehserie, eine Folge)
- 2023: Die Heiland – Wir sind Anwalt: Im Rampenlicht (Fernsehserie, eine Folge)
- 2024: Die Toten vom Bodensee – Die Messias (Fernsehreihe)
- 2025: Die Toten vom Bodensee – Die Medusa (Fernsehreihe)
- 2025: Morden im Norden: Gefallene Götter (Fernsehserie)